# چندجمله‌ای
در ریاضیات، چندجمله‌ای (به انگلیسی: Polynomial) به عبارت متغیری گفته می‌شود که از ترکیب خطی تک‌جمله‌ای‌ها تشکیل گردیده است. توان متغیرهای به کاررفته در چندجمله‌ای باید اعداد صحیح غیرمنفی (اعداد حسابی) باشد.
مثال‌ها:
- {\displaystyle x^{2}-4x^{\frac {2}{3}}+7\,} چندجمله‌ای نیست؛ چرا که توان متغیر {\displaystyle x\,} در جملهٔ {\displaystyle -4x^{\frac {2}{3}}\,}عددی است کسری
- {\displaystyle x^{3}-4x^{-2}+3x+7\,} چندجمله‌ای نیست؛ زیرا توان متغیر {\displaystyle x\,} در جملهٔ {\displaystyle -4x^{-2}\,}عددی است منفی.

## تاریخچه
چندجمله‌ای‌ها از زمان‌های بسیار دور بکار گرفته شده‌اند. شکل فعلی چندجمله‌ای از قرن ۱۵ به وجود آمد. در قرون پیشین معادلات به صورت تشریحی نوشته می‌شدند که نمونه آن‌ها در کارهای دانشمندان ایرانی مانند خوارزمی و نوشته‌های چینی دیده شده است. البته به تازگی برای نوشتن چندجمله‌ای روش جدیدی (توسط حسین صفری آناقیزی به نام تابع قدرت) معرفی شده که به وسیلهٔ آن انجام برخی عملیات ریاضی ساده‌تر شده است و همچنین توانسته پیوند جدیدی بین روش‌های درون یابی، سری هندسی، تصاعد هندسی … به وجود آورد.

## کاربردها
چندجمله‌ای‌ها در تمامی مباحث ریاضیات مهم بوده و نقش بسیار اساسی دارند. از چندجمله‌ای‌ها برای تقریب توابع در آنالیز عددی و حسابی استفاده می‌شود و در خارج از ریاضیات معادلات اساسی اقتصاد و علم فیزیک براساس چندجمله‌ای‌ها بیان می‌گردد.
در جبر خطی از چندجمله‌ای‌ها برای معادلات مشخصه ماتریس‌ها به کار گرفته می‌شود.
در نظریه گراف چندجمله‌ای‌های رنگ تعیین می‌نماید که چگونه گراف را با استفاده از تعدادی معین رنگ رنگ‌آمیزی نمود.

## مقدمه
چندجمله‌ای‌ها از عبارت‌هایی به نام تک‌جمله‌ای تشکیل شده است. این عبارات از ضرب یک عدد ثابت (بنام ضریب) در یک یا چند متغیر ایجاد می‌شوند. هر متغیر باید یک توان ثابت عددی داشته باشد. با توجه به {\displaystyle x=x^{1}} درجه یک متغیر که نوشته نشده است برابر ۱ است. یک تک‌جمله‌ای بدون متغیر تک‌جمله‌ای ثابت یا به تنهایی ثابت خوانده می‌شود. ضریب یک تک‌جمله‌ای می‌تواند یک عدد صحیح، کسری، مختلط یا منفی تشکیل می‌شود. درجه یک جمله ثابت برابر ۰ است. یک تک‌جمله‌ای که از یک متغیر تشکیل شده است یک چندجمله‌ای تک‌متغیره نامیده می‌شود.
به عنوان مثال:
{\displaystyle -5x^{2}y\,}
یک تک‌جمله‌ای است. ضریب آن ۵- است. متغیرها x و y هستند و درجه x برابر ۲ و درجه y برابر ۱ هستند.
درجه یک تک‌جمله‌ای برابر با مجموع تمام درجات متغیرهاست. در مثال بالا درجه برابر با ۳ است.
یک چندجمله‌ای مجموع یک یا چند تک‌جمله‌ای است. در زیر یک چندجمله‌ای نشان داده شده است.
{\displaystyle 3x^{2}-5x+4\,.}
این عبارت دارای سه تک‌جمله‌ای است که درجه جمله اول ۲ و درجه جمله دوم برابر ۱ و جمله سوم درجه‌ای برابر با ۰ دارد.
به‌صورت معمول هنگام نوشتن یک چندجمله‌ای عبارت به ترتیب درجه جملات آن نوشته می‌شود که از بزرگ‌تر به کوچک‌تر مرتب می‌شوند. در جمله اول ضریب ۳، متغیر x، و توان ۲ است. در جمله دوم ضریب ۵، متغیر x، توان ۱ است. جمله سوم یک ثابت است. درجه یک چندجمله‌ای برابر با بزرگ‌ترین درجه بین جملات آن است. درجه این چندجمله‌ای ۲ است.
چندجمله‌ای با درجه یک خطی با درجه ۲ مربعی و با درجه ۳ مکعبی نامیده می‌شود.
چندجمله‌ای با یک جمله تک‌جمله‌ای، با دو جمله دوجمله‌ای، و با سه جمله سه‌جمله‌ای خوانده می‌شود.
عبارت‌های ریاضی که با استفاده از قانون‌های توزیع‌پذیری، جابجایی، و شرکت‌پذیری به چندجمله‌ای تبدیل می‌شوند را نیز چندجمله‌ای در نظر می‌گیرند.
به عنوان مثال:
{\displaystyle {\frac {x^{3}}{12}}}
یک چندجمله‌ای است چرا که می‌توان آن را به صورت {\displaystyle {\tfrac {1}{12}}x^{3}} نوشت. ضریب آن برابر است با: {\displaystyle {\tfrac {1}{12}}}.
به‌طور معمول تقسیم بر یک عبارت شامل متغیرها چندجمله‌ای در نظر گرفته نمی‌شود. به عنوان مثال:
{\displaystyle {1 \over x^{2}+1}\,}
یک چندجمله‌ای نیست زیرا که بر یک متغیر تقسیم شده است. به‌طور مشابه:
{\displaystyle (5+y)^{x},\,}
یک چندجمله‌ای نیست چرا که توان متغیر دارد.
با توجه به این که می‌توان تفاضل را به صورت حالت خاص جمع و توان را می‌توان به صورت ضرب پی در پی در نظر گرفت. پس در نتیجه چندجمله‌ای‌ها را می‌توان با دو عمل جمع و ضرب ساخت.

## درجه چندجمله‌ای
درجه چندجمله‌ای بیانگر بزرگ‌ترین توان یک متغیر است.
نکته: عبارت را به ساده‌ترین حالت ممکن در بیاورید سپس درجه را مشخص کنید.
مثال: درجه عبارات زیر را مشخص کنید.
الف)
{\displaystyle 3x^{2}-5x+4}
درجه عبارت ۲ می‌باشد.
ب)
{\displaystyle 10x^{3}\times 5x^{4}+9}
ابتدا ساده می‌کنیم.
{\displaystyle 50x^{7}+9}
درجه عبارت ۷ می‌باشد.

## فرم استاندارد چندجمله‌ای‌ها
برحسب توان متغیر از بزرگ به کوچک مرتب می‌کنیم.
مثال: فرم استاندارد چندجمله‌ای زیر را بنویسید.
{\displaystyle 10x^{3}-18x^{7}-69x^{5}}
جواب:
{\displaystyle -18x^{7}-69x^{5}+10x^{3}}

## جمع و تفریق چندجمله‌ای‌ها
برای جمع و تفریق چندجمله‌ای‌ها باید از جملات متشابه استفاده کرد. جملات غیرمتشابه قابل جمع و تفریق نیستند.
نکته: ضرایب چتدجمله‌ای‌ها با هم جمع و تفریق می‌شوند.
مثال: عبارات زیر را جمع و تفریق کنید.
{\displaystyle 5x^{2}y^{9}+9x^{3}n^{8}-36x^{2}y^{9}}
حل:
{\displaystyle 9x^{3}n^{8}-31x^{2}y^{9}}
نکته: برای تعیین درجه چندجمله‌ای باید بعد از جمع و تفریق و ساده کردن عبارت آن را مشخص کرد.

## ضرب چندجمله‌ای‌ها
وقتی دوچندجمله‌ای در هم ضرب می‌شوند، پایه‌ها در هم ضرب می‌شوند و متغیرها در هم ضرب می‌شوند.
مثال: عبارات زیر را ضرب کنید.
{\displaystyle 5x^{2}\times 8y^{4}}
حل:
{\displaystyle 40x^{2}y^{4}}
نکته: ممکن است یک جمله در چند جمله ضرب شود. در این صورت آن جمله را در کل پرانتز ضرب می‌کنیم.
{\displaystyle 5x^{2}(12v^{6}+45c^{3}+3x^{3})}
حل:
{\displaystyle 60x^{2}v^{6}+225x^{2}c^{3}+15x^{5}}

## توابع چندجمله‌ای
یک تابع چندجمله‌ای تابعی است که از ارزیابی یک چندجمله‌ای حاصل می‌گردد. به عنوان مثال f تعریف شده توسط
{\displaystyle f(x)=x^{3}-x\,}
یک تابع چندجمله‌ای است.
از آنجا که توان متغیرهای موجود در جمله‌ها تنها به اعداد صحیح غیر منفی محدود گردیده، و چون عمل تقسیم بر عبارات حاوی متغیرها غیرمجاز اعلام شده، توابع چندجمله‌ای عاری از هرگونه رفتار غیر متعارف نظیر ناپیوستگی، مشتق‌ناپذیری، پرش به سمت بینهایت، و مجانب داشتن هستند.

## معادلات چندجمله‌ای
یک معادله چندجمله‌ای معادله‌ای است که از مساوی قرار دادن دو چندجمله‌ای حاصل می‌گردد.
{\displaystyle 3x^{2}+4x-5=0\,}
یک معادله چندجمله‌ایست.
در جبر مقدماتی راه‌حل‌هایی برای معادلات از درجه یک و دو ارائه می‌شود. تعداد پاسخ‌ها نمی‌تواند از درجه معادله بیشتر باشد که به آن قضیه اساسی جبر گفته می‌شود.
سیستم چندجمله‌ای‌ها به تعدادی از معادلات گفته می‌شود که در آن‌ها یک متغیر باید مقداری یکسان در تمام آن‌ها داشته باشد. اگر در یک سیستم تعداد متغیرها کمتر از تعداد معادلات باشد سیستم بیش از حد تعیین گشته است که در عمل این گونه سیستم‌ها بسیار دیده می‌شود. به عنوان مثال آمریکا برای یک مطالعه نقشه‌برداری با استفاده از رایانه به حل ۲٫۵ میلیون معادله با ۴۰۰۰۰۰ مجهول اقدام نمود. اگر تعداد معادلات از تعداد مجهول‌ها بیشتر باشد سیستم غیرمشخص است و جواب یکتایی ممکن است برای آن وجود نداشته باشد.

## خواص پایه
1. مجموع دو چندجمله‌ای یک چندجمله‌ای است. به‌عبارت فنی‌تر، مجموعهٔ دربرگیرندهٔ همهٔ چندجمله‌ای‌ها، تحت عمل جمع بسته است.
2. ضرب دو چندجمله‌ای یک چندجمله‌ای است؛ یعنی، مجموعهٔ چندجمله‌ای‌ها، تحت عمل ضرب بسته است.
3. مشتق یک چندجمله‌ای یک چندجمله‌ایست. به‌زبان دیگر، مجموعهٔ چندجمله‌ای‌ها، نسبت به عمل مشتق‌گیری بسته است.
4. پادمشتق یک چندجمله‌ای یک چندجمله‌ایست. یا مجموعهٔ چندجمله‌ای‌ها، نسبت به عمل انتگرال‌گیری نامعین بسته است.

از چندجمله‌ای‌ها برای تقریب زدن سایر تابع‌ها مانند سینوس و کسینوس و تابع نمایی استفاده می‌شود.
تمام چندجمله‌ای‌ها را می‌توان به گونه‌ای نوشت که در آن‌ها پارانتز حذف شده باشد و همچنین چندجمله‌ای‌ها را می‌توان به صورت ضرب دو یا چند چندجمله‌ای خطی نوشت.
{\displaystyle x^{2}-2x-3\,}
را می‌توان به صورت زیر نوشت:
{\displaystyle (x-3)(x+1)\,}
توجه شود که ثوابت در بعضی حالات می‌توانند به صورت اعداد مختلط باشند.
هر چندجمله‌ای با یک متغیر به صورت زیر می‌باشد:
{\displaystyle a_{n}x^{n}+a_{n-1}x^{n-1}+\cdots +a_{2}x^{2}+a_{1}x+a_{0}}
صورت بالا را می‌توان برای تعریف چندجمله‌ای‌های تک‌متغیره بکار برد.
ارزیابی چندجمله‌ای‌ها با قرار دادن مقدار متغیر و اعمال جمع و ضرب صورت می‌گیرد. البته استفاده از فرمول «هرنر» می‌تواند مفید باشد.
{\displaystyle ((\ldots (a_{n}x+a_{n-1})x+...+a_{2})x+a_{1})x+a_{0}\,}

## مثال‌های پیشرفته‌تری از چندجمله‌ای‌ها
- چندجمله‌ای‌های لژاندر
- چندجمله‌ای چبیشف